# 최상 우선 탐색
최상 우선 탐색은 확장 중인 노드들 중에서 목표 노드까지 남은 거리가 가장 짧은 노드를 확장하여 탐색하는 방법이다.

## 같이 보기
- 빔 탐색
- A* 알고리즘
- 데이크스트라 알고리즘